# عبد الرحيم الموسوي
السيد عبد الرحيم الموسوي (بالفارسية: سيد عبدالرحیم موسوی) هو قائد عسكري إيراني ورئيس هيئة الأركان الإيرانية. عينه السيد علي خامنئي قائداً لهيئة الأركان الإيرانية في 13 يونيو 2025 خلفًا  لمحمد باقري اثر مقتله في غارة اسرائيلية.

## الحياة
ولد عبد الرحيم موسوي، في 1960 في مدينة قم الإيرانية وهو قائد ذو خلفية عسكرية في المدفعية وخدم في نفس المجال في سنوات الحرب بين إيران والعراق.
دخل الكلية العسكرية للقوة البرية للجيش في عام 1979، وخلال الحرب الإيرانية العراقية، أنهى بنجاح فئات الأوامر في وحدات مختلفة. أمضى فترة دافوس (دورات تدريبية متخصصة في العلوم والعسكرية) في عام 1997 وأكمل الدورة النظرية للدكتوراه في إدارة الدفاع الوطني في جامعة الدفاع الوطني العليا.
من 26 أغسطس 2005 إلى يونيو 2016 تولى اللواء موسوي منصب نائب القائد العام لقوات الجيش ورئيس مركز الدراسات الاستراتيجية لقوات الجيش. وقبل هذه الفترة كان نائب دائرة التخطيط والبرامج للقوات البرية للجيش.
عين نائبا لرئيس هيئة الأركان العامة للقوات المسلحة الإيرانية في 6 يوليو 2016
وفي فترة ما بين يونيو 2016 حتی أغسطس 2017 شغل منصب نائب هيئة الأركان العامة للقوات المسلحة الإيرانية.

## السجلات المهنية والتنفيذية
و من سجل خدمات اللواء الموسوي تولّيه قيادة مختلف الوحدات العسكرية خلال فترة الحرب العراقية الإيرانية (1980–1988) وتواجده في مختلف جبهات غرب وجنوب غرب البلاد خلال هذه الفترة. أيضا:
- قيادة لواء طلبة جامعة الامام علي العسكرية
- قيادة الجامعة العسكرية
- قيادة مقر شمال شرق لقوات الجيش
- قيادة دائرة شؤون التدريب للقوات البرية للجيش
- نائب دائرة التخطيط والبرامج للقوات البرية للجيش
- نائب دائرة العمليات
- رئيس أركان الجيش
- نائب القائد العام لجيش الجمهورية الإسلامية الإيرانية
- رئيس مركز الدراسات الاستراتيجية للجيش
- نائب هيئة الأركان العامة للقوات المسلحة الإيرانية.

## رئيس هيئة الأركان الإيرانية
عينه السيد علي خامئني لمنصب رئيس هيئة الأركان العامة للقوات المسلحة الإيرانية في 13 يونيو عام 2025 خلفا لمحمد باقري الذي اغتيل في نفس اليوم.